# Willy Brachmann
Willy Brachmann, geboren als Wilhelm Brachmann (* 26. Dezember 1903 in Hamburg; † 13. Januar 1982 ebenda), war ein deutscher Funktionshäftling im KZ Auschwitz, der sich für zahlreiche Mithäftlinge einsetzte und sie beim Kampf für das Überleben während der Shoah unterstützte.

## Leben
Brachmann stammte aus Hamburg-St. Pauli und wuchs in wirtschaftlich schwierigen Verhältnissen auf, die sich in den Jahren des Ersten Weltkriegs verschärften. Im Alter von 14 Jahren wurde er das erste Mal wegen Diebstahls festgenommen. Nach der Schulzeit erlernte er den Beruf eines Malers. Als Malergeselle heiratete er im Jahr 1926 Luise Henze. Das Paar bekam eine Tochter. Seine Ehefrau war an Tuberkulose erkrankt, und u. a. wegen der unzureichenden Fürsorgeleistungen besserte Brachmann das Familieneinkommen weiterhin durch Diebstähle auf.
Nach der Machtübernahme durch die Nationalsozialisten trat Brachmann zum 1. Mai 1933 der NSDAP bei (Mitgliedsnummer 3.035.331) und fand kurzzeitig eine Beschäftigung bei der NS-Volkswohlfahrt (NSV). Wegen Hehlerei stand er 1934 vor Gericht: Er hatte einem Kollegen ein gestohlenes Fahrrad verkauft. Vor Gericht gab er als Grund für seine Parteimitgliedschaft an, dass er „von dem ganzen Kram loskommen“ wollte. In der Folge kam es in ähnlichen Zusammenhängen immer wieder zu Gefängnisaufenthalten, und Brachmann kam schließlich in polizeiliche Vorbeugungshaft. Seine Ehefrau reichte danach die Scheidung ein.

## Häftling in Konzentrationslagern und Flucht
Brachmann wurde im Jahr 1938 in die Emslandlager eingewiesen und von dort in das KZ Sachsenhausen verbracht. Im August 1940 wurde er von dort mit weiteren so genannten Berufsverbrechern in das Stammlager des KZ Auschwitz überstellt. In Auschwitz erhielt er die Häftlingsnummer 3190 und wurde zunächst als Kapo im Malerkommando und dann in gleicher Funktion im Straßenbaukommando eingesetzt. Er wurde beim „Organisieren“ von Lebensmitteln für sich und andere Mithäftlinge – was die Lager-Ordnung strengstens untersagte – ertappt und zur Strafe im Block 11 in das Lagergefängnis (den Bunker) eingesperrt. Danach wurde er der Strafkompanie zugeteilt.
Mitte 1942 wurde er innerhalb des Stammlagers nach Auschwitz-Birkenau verlegt. Seitens der Lager-SS wurde er ab September 1943 als Kapo im so genannten Theresienstädter Familienlager eingesetzt, dessen jüdische Gefangenen größtenteils Opfer der Massenmorde im Holocaust wurden. Ab März 1944 bekleidete er im Familienlager Theresienstadt die Funktion des Lagerältesten und hatte in diesem Lagerabschnitt somit innerhalb der Häftlingshierarchie die höchste Position inne. Sein Vorgänger auf diesem Posten war der von den Häftlingen gefürchtete Arno Böhm (Häftlingsnr. 8), der im März 1944 aus dem Konzentrationslager entlassen und zur Waffen-SS an die Front versetzt worden war. Die Lager-SS wählte als Funktionshäftlinge insbesondere von ihnen so genannte kriminelle Häftlinge aus, weil sie von ihnen ein brutales Vorgehen gegen Mithäftlinge erwarteten. Brachmann half jedoch den ihm untergeordneten und notleidenden Mitgefangenen. So rettete er beispielsweise einem Jungen aus dem  Theresienstädter Familienlager in Birkenau das Leben, der für ihn als „Läufer“ (lagerinterner Bote) Hilfsdienste verrichtet hatte, indem er ihm, bevor es zu einer Selektion in diesem Lagerabschnitt kam, half sich zu verstecken. Im Familienlager unterstützte er auch die Widerstandsbewegung der Häftlinge.
Brachmann hatte im Theresienstädter Familienlager mit zwei Häftlingsfrauen ein Verhältnis: Zum einen mit Dinah Gottliebová und zum anderen mit der aus Prag stammenden „auffallend schönen“ Lotte Winterová (1922–2010). Lotte Winterová war im Dezember 1941 mit ihrer Familie ins Ghetto Theresienstadt deportiert worden und von dort zwei Jahre später ins KZ Auschwitz-Birkenau. Wenn Häftlingsfrauen Beziehungen mit Funktionshäftlingen eingingen, so lässt sich dies der Historikerin Anna Hájková zufolge nicht aus dem Lagerkontext lösen: Die Zuneigung eines innerhalb der Häftlingsgesellschaft einflussreichen Mannes konnte die Überlebensaussichten verbessern. Brachmann versorgte seine Geliebten mit Nahrung sowie Kleidung und schützte sie vor sexuellen Übergriffen seitens des SS-Wachpersonals.
Nach der Liquidierung des Theresienstädter Familienlagers im Juli 1944 wurde Brachmann in ein Außenlager des KZ Auschwitz nach Gleiwitz verlegt. Die beiden Frauen Gottliebová und Winterová wurden nach der Auflösung des Familienlagers zur Zwangsarbeit in andere Konzentrationslager verbracht.
Im Zuge der kriegsbedingten so genannten Räumung des KZ Auschwitz Mitte Januar 1945 wurde Brachmann in das KZ Groß-Rosen transportiert. Ende März 1945 gelang es ihm, während eines Todesmarsches in das KZ Bergen-Belsen zu fliehen und sich nach Hamburg abzusetzen. Dort angekommen konnte er Lotte Winterová im Außenlager Tiefstack des KZ Neuengamme aufspüren. Über die KZ-Aufseherin Anneliese Kohlmann, die sich ihrerseits in Winterová verliebt hatte und mit der die Häftlingsfrau eine Beziehung einging, konnte Brachmann konspirativ zu Winterová Kontakt aufnehmen. Kohlmann ermöglichte es Brachmann, Winterová Lebensmittelmarken zukommen zu lassen und sich auch mit ihr zu treffen. Nachdem die weiblichen Häftlinge aus dem Außenlager Tiefstack nach Bergen-Belsen verbracht worden waren, traf sich Kohlmann mit Brachmann illegal in Hamburg. Um Lotte Winterová aufzusuchen, fuhren beide am 8. April 1945 mit dem Fahrrad nach Bergen-Belsen, wo sie sich nahe dem Konzentrationslager zwei Tage lang verbargen. Brachmann half Kohlmann dabei, sich in einem günstigen Augenblick unbemerkt ins Lager einzuschmuggeln, wo sie sich Häftlingskleidung „organisierte“. So schaffte es Kohlmann, getarnt als Häftling, bis zur Befreiung des Lagers wieder mit Winterová zusammen zu sein. Warum Brachmann und Kohlmann sich gegenseitig halfen, obwohl sich beide um Winterovás Liebe bemühten, ist ungeklärt.

## Ende der NS-Zeit und späteres Leben
Brachmann blieb in Hamburg und heiratete seine geschiedene Frau ein zweites Mal. Als er im Jahr 1946 wieder wegen eines Diebstahls verhaftet wurde, fand sich in seinem Vorstrafenregister der Vermerk „1945 Auschwitz“. Im Zweiten Bergen-Belsen-Prozess sagte Brachmann im Mai 1946 zugunsten der Angeklagten Kohlmann aus. Im Zuge des Prozesses gab er an, dass Winterová seine Verlobte gewesen sei. Seinen Lebensunterhalt bestritt Brachmann als Maler beziehungsweise Hausmeister.
Seinen Wohnsitz nahm er in Hamburg-Billstedt. Im Zuge der Ermittlungen zum ersten Frankfurter Auschwitzprozess wurde er im Jahr 1960 als Zeuge vernommen. In seiner Vernehmung berichtete er unter anderem über den Vollzug der Lagerstrafen, Erwartungen an Funktionshäftlinge seitens der Lager-SS und die Misshandlung von KZ-Häftlingen. So beschrieb er das Wirken des Lagerältesten des Stammlagers Bruno Brodniewicz (Häftlings-Nr. 1) folgendermaßen: „Brodniewicz war eine Bestie. Er war ein König im Lager. Was er bestimmte, musste gemacht werden.“
Im April 1967 suchte er in Hamburg das Amt für Wiedergutmachung auf, um eine Entschädigung für die erlittene KZ-Haft zu erhalten. Da er seinerzeit als krimineller Häftling betrachtet wurde, blieb ihm eine Entschädigung und die Anerkennung als NS-Opfer versagt. Er starb im Januar 1982 in Hamburg.

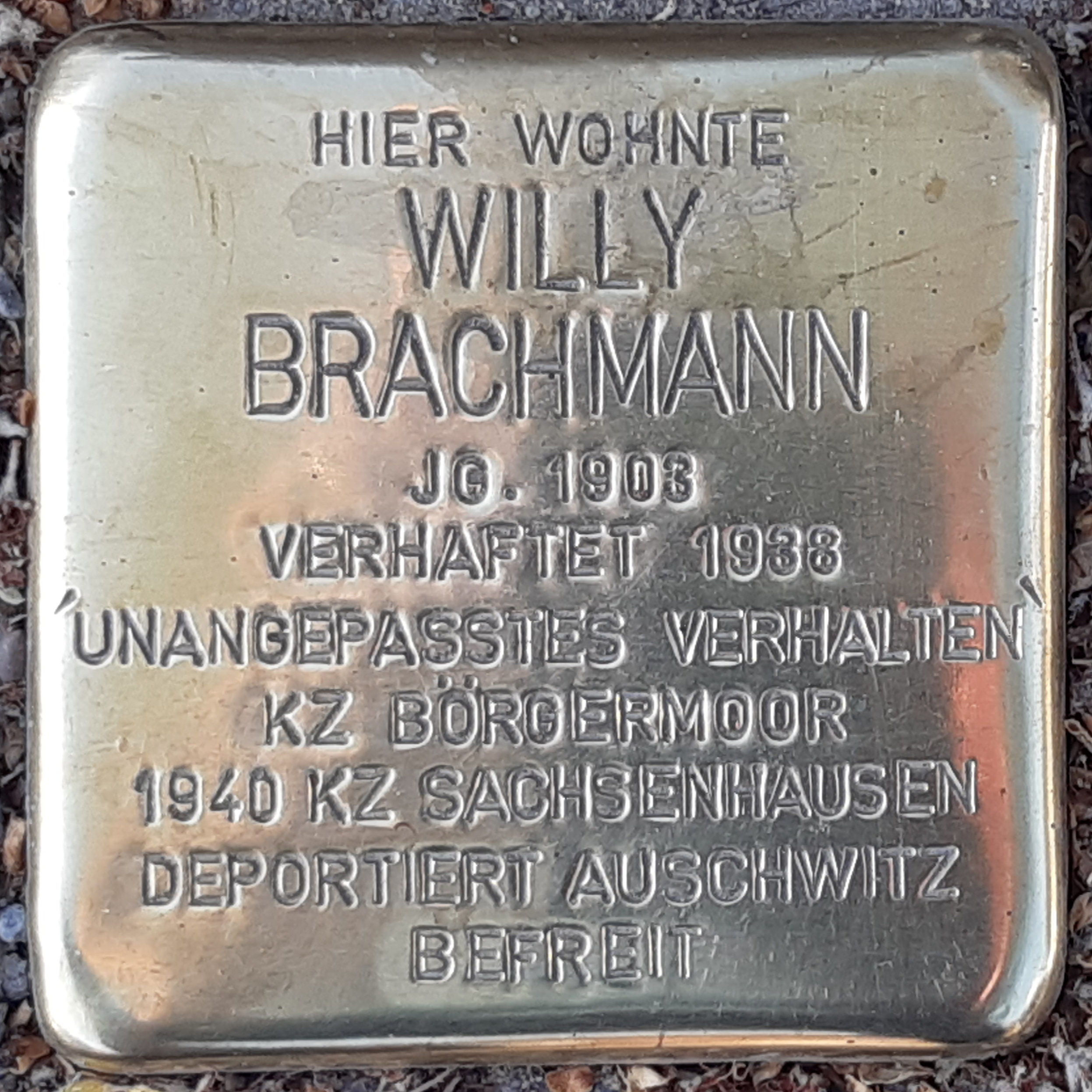
Stolperstein für Willy Brachmann

Die Historikerin Anna Hájková forscht zu Brachmann und plant eine Veröffentlichung über sein Leben. Weil er jüdische Mithäftlinge unterstützte, nominierte sie ihn bei Yad Vashem als Gerechten unter den Völkern.
Am 9. Juni 2023 wurde am Tribünenweg 10 in Hamburg-Horn ein Stolperstein für Willy Brachmann verlegt.

## Aussagen überlebender KZ-Häftlinge zu Brachmann
Während sich Lotte Winterová nach ihrer Befreiung nicht über die Beziehung zu Brachmann äußerte, gab Dinah Gottliebová in den 1990er Jahren zu ihrem Verhältnis zu Brachmann im KZ Auschwitz Auskunft: „Er legte seine Arme um mich und küsste mich. Ich begann unkontrolliert zu lachen, denn alle seine Backenzähne fehlten. Er hatte nur Vorderzähne und er erinnerte mich an einen Osterhasen.“ Sie habe ihm dann über einen Häftlingszahnarzt zu einer Prothese verholfen. Sie berichtete des Weiteren: „Er war ein anständiger Mann. Er hat mich tatsächlich geliebt, und nach einer Weile liebte ich ihn auch.“ Auch bezeugte sie, dass Brachmann mit Hinweis auf seine eigene Tochter einer Häftlingsfrau Nahrung organisiert hätte.
Der als zwölfjähriger Junge im so genannten „Familienlager Theresienstadt“ des KZ Auschwitz-Birkenau festgehaltene, aus Prag stammende Mischa Grünwald bezeugt, dass er dank Brachmanns Hilfe den Holocaust überlebte. Brachmann hätte ihn vor einer Selektion bewahrt und einige Tage bei polnischen Zahnärzten im Lager versteckt. So sei er dem Massenmord in den Gaskammern entkommen. Grünwald charakterisiert Brachmann folgendermaßen: „Er war spontan, impulsiv. Wenn er etwas wollte, besorgte er sich das. Das hat mir das Leben gerettet.“
Die Auschwitzüberlebende Anita Lobel berichtete im Jahr 1993, wie sie über Brachmann vermittelt im KZ Auschwitz-Birkenau zu einer leichteren Arbeit in der Schreibstube eingeteilt wurde:

„Unser Kapo […] hieß Willi Brachmann.[…] Der war Antinazi, er war eigentlich ein Hamburger. Eine Freundin von mir hat gesagt: ‚Du, Anita, da ist jetzt ein Hamburger und der ist gut. Ich werd ihm sagen, dass du keine Tschechin bist, sondern aus Hamburg bist.‘ Und dann hab ich gesagt: ‚Tu es nicht, denn ich will mit euch bleiben.‘ […] Sie hat das dem Willi Brachmann gesagt, und er hat mich reingeholt: ‚Oh, du bist a Hamburger Deern? Komm her, du brauchst nicht mehr auf der Straße die Steine holen‘, oder was wir da machen mussten. ‚Ich geb’ dir jetzt Papier und ich brauch jemand zum Schreiben.‘ Und dann hat er mich etwas schreiben lassen.“